# Lista de cruzadores de Portugal

## Cruzadores desprotegidos

### Adamastor
O NRP Adamastor era um pequeno cruzador desprotegido da Marinha Portuguesa que foi lançado em 1896 e permaneceu activo até ser desmantelado em 1933, sendo o único navio da sua classe. O navio desempenhou um papel importante na revolução de 5 de outubro de 1910 no Reino de Portugal, que viu a queda da monarquia, e depois participou de ações na África portuguesa durante a Primeira Guerra Mundial.
| Navio         | Armas principais | Deslocamento | Propulsão                                     | Serviço       | Serviço              | Serviço                        |
| Navio         | Armas principais | Deslocamento | Propulsão                                     | Batimento     | Comissionamento      | Destino                        |
| ------------- | ---------------- | ------------ | --------------------------------------------- | ------------- | -------------------- | ------------------------------ |
| NRP Adamastor | 8 × 380 mm       | 50 300 t     | 3 hélices, turbinas a vapor, 30 nós (56 km/h) | julho de 1896 | 24 de agosto de 1940 | Afundado em 27 de maio de 1941 |

- Adamastor.pdf